# 普雷貝爾號驅逐艦 (DD-12)
普雷貝爾號驅逐艦（舷號DD-12）是一艘隸屬於美國海軍的驅逐艦，為班布里奇級驅逐艦的12號艦。她是美軍第三艘以普雷貝爾為名的軍艦，以紀念第一次巴巴里戰爭時期的海軍准將愛德華·普雷貝爾（Edward Preble）。
普雷貝爾號在1899年於聯合鋼鐵廠開始建造，在1901年下水，於1902年服役。接著普雷貝爾號分別在大西洋及東太平洋執勤。美國參與第一次世界大戰後，普雷貝爾號長期留在中大西洋，護航協約國商船。戰後普雷貝爾號在1919年退役除籍，並在1920年出售拆解。